# Alinea pergravis
Espèce
Synonymes
- Mabuya pergravis Barbour, 1921
- Mabuya mabouya pergravis Barbour, 1921

Alinea pergravis est une espèce de sauriens de la famille des Scincidae.

## Répartition
Cette espèce est endémique de l'île de la Providence et de l'île San Andrés dans l'archipel de San Andrés, Providencia et Santa Catalina en Colombie.

## Description
C'est un saurien vivipare.

## Étymologie
Le nom spécifique pergravis vient du latin per, très, et de gravis, lourd, en référence à sa taille importante par rapport à une espèce du genre Lygosoma que Barbour considérait comme proche.

## Publication originale
- Barbour, 1921 : Some reptiles from Old Providence Island. Proceedings of the New England Zoölogical Club, vol. 7, p. 81-85 (texte intégral).